# Chiesa di San Pietro (Bergamo)
L'oratorio di San Pietro o chiesa dei Santi Pietro e Paolo è un edificio di culto di Bergamo.

## Storia
La chiesa ha una storia molto antica, presente già nel X secolo in prossimità di quella che è piazza Giacomo Carrara che anticamente ospitava tre domus, rimosse per la costruzione della grande piazza dell'Accademia Carrara e ospitava alcune importanti istituzioni laiche. Tra queste quella presente nell'antica via Masone che accoglieva membri di entrambi i sessi e di classi sociali differenti, non era quindi necessario pronunciare voti e far parte di ordini religioni, era sufficiente l'impegno del lavoro e della preghiera condividendo la fede religiosa manifestata negli atti quotidiani.
In prossimità della chiesa vi era una fontana e la chiesa ne aveva preso il nome Domus de la Fontana. L'acqua era necessaria per la lavorazione dei panni-lana di cui la comunità religiosa ricavava sostentamento. Questo lavoro, ritenuto prettamente femminile, giustifica la presenza di molte donne partecipanti anche ai Capitoli vi erano infatti nel 1273 quindici sorores e cinque fraters, e risulta fossero solo otto i membri di sesso femminili nel 1313. Questi avevano i medesimi diritti e erano rappresentati da una ministra e da un minister. La comunità abitava l'edificio detto domus de Thovo, dal nome dell'antica viabile strada nova de Thovo che passava presso l'antica via della Noca, entrambe scomparse. Della comunità non vi è documentazione dopo il XIV secolo. Risulta la presenza dell'edificio domus de Bienzano la cui comunità risultata citata nel 1278. Le comunità che venivano soppresse probabilmente, si unirono a quest'ultima che è originaria della Val Cavallina.

La nuova chiesa fu edificata nel XV secolo dopo che gli antichi edifici furono occupati dagli umiliati detti di San Pietro di Bienzano. Questa fu soppressa con decreto del 1570 diventando la chiesa commenda del cardinale Giovanni Gerolamo Albani. Il cardinale con l'aiuto di altre famiglie nobili, tra cui i Tasso istituì nei locali dell'antico monastero una scuola che ospitava venti ragazzi seguiti da don Antonio Villa, come risulta dalla relazione della visita pastorale del 1575 di san Carlo Borromeo durante la sua visita diocesana nella comunità di Bergamo. I locali di piccole dimensioni obbligavano l'uso di tutti i spazi dell'antico monastero e della sacrestia: 
(Atti della visita pastorale di san Carlo Borromeo-1575)
Nel XVII secolo la chiesa passò in commenda alla famiglia Tasso e nel 1619 acquistata dalle dismesse di borgo San Tomaso. Queste costruirono un luogo di culto interno. L'edificio fu ristrutturato nell'Ottocento e nel Novecento furono eseguiti nuovi decori. Lavori di mantenimento conservativo furono eseguiti nel 1997.

## Descrizione

### Facciata
L'edificio di culto si presenta con il fronte principale diviso da una cornice marcapiano in due ordini. Quello inferiore in marmo è tripartito da lesene scanalate complete di alta zoccolatura e capitelli d'ordine ionico che reggono la cornice completa di quattro fregi. L'ingresso principale posto centralmente, è completo di paraste modanate e architrave dove è posta centralmente lo stemma vescovile. L'ordine superiore, si presenta intonacato completo solo di una grande apertura centinata atta a illuminare l'aula con contorno in marmo. La parte termina con il timpano triangolare dove è centralmente impressa la dedicazione della chiesa ai santi Pietro e Paolo. La parte è coronata dalla croce ferrea.

### Interno
L'interno a pianta rettangolare, con volta a botte e a unica navata, è diviso in cinque campate da lesene e contro-lesene che reggono la trabeazione. Il soffitto è decorato con riguardi dove sono inserite le raffigurazioni di santi. La navata termina con la zona del presbiterio sopraelevata da due gradini e anticipata dal grande arco trionfale. La parte è delimitata dalla balaustra in marmo e dalle statue in bronzo dorato di due angeli. Il presbiterio è coperto dalla cupola con lucernario e termina con il coro absidato con volta a catino. Due colonne sostengono la cantoria che ospita l'organo Serassi. La pala dell'altare maggiore raffigura la Vergine col Bambino tra i santi Pietro e Paolo ed è opera del XVIII secolo. La chiesa ospita anche la tela Transito di San Giuseppe posto a destra dell'ingresso di autore ignoto.